# 海 (藤倉大)
オーケストラのための「海」は、日本の作曲家、藤倉大が2014年に作曲した管弦楽作品である。演奏時間は約20分。

## 作曲の経緯
作品は元々、藤倉の一作目のオペラ「ソラリス」の音楽を元にした「ソラリス」組曲として書かれたが、2019年の初演後に「海」と改題された。

## 初演
作品は2019年2月22日に、アントニ・ヴィト指揮、名古屋フィルハーモニー交響楽団の演奏のもと、「ソラリス」組曲として世界初演された。

## 編成
フルート2、オーボエ2、クラリネット2、ファゴット2、ホルン2、トランペット2、トロンボーン1、パーカッション、チェレスタ、弦楽合奏